# Колебательная система
Колеба́тельная систе́ма — физическая система, в которой могут существовать свободные колебания.

## Классификация колебательных систем
По сохранению полной энергии системы:
- Консервативные колебательные системы
- Диссипативные колебательные системы

По типу колебательной системы:
- Механические колебательные системы
- Электрические колебательные системы
- Акустические колебательные системы
- Оптические колебательные системы